# Confesiones del estafador Félix Krull
Confesiones del estafador Félix Krull es una novela inacabada de Thomas Mann. La obra fue creada en los años 1910 a 1913 y en el período del 26 de diciembre de 1950 al 16 de abril de 1954.
La novela fue planeada como una parodia de la autobiografía de Goethe, Poesía y verdad. Thomas Mann pretendió mostrar el paso del arte a la criminalidad fraudulenta y, de forma humorística, colocó al artista en la vecindad del estafador. La obra es una caricatura del clásico Bildungsroman y las memorias, moviéndose en la tradición de las novelas de aventuras y picarescas.

## Origen

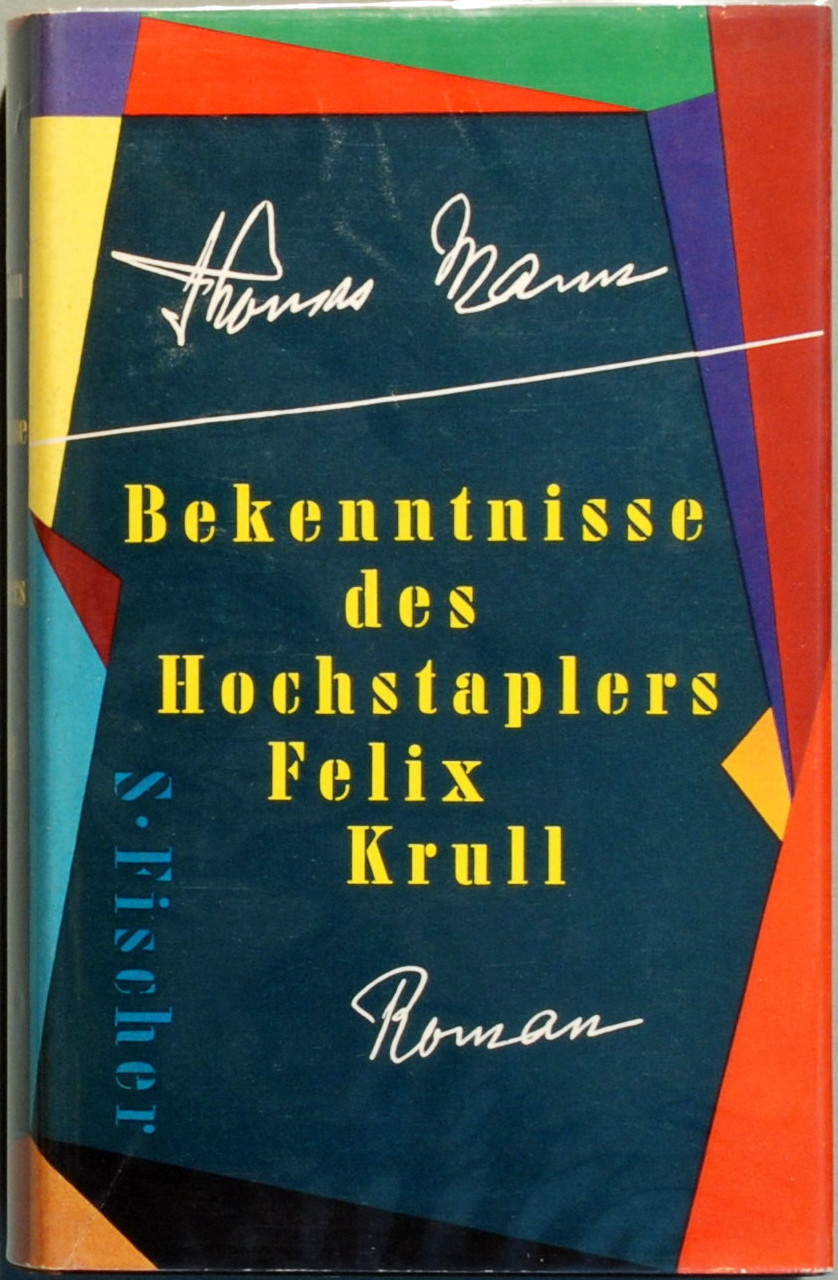
Primera edición de la novela completa de S. Fischer Verlag, 1954

Thomas Mann había estado planeando la novela desde 1905. Se inspiró en las memorias del impostor y estafador Georges Manolescu. La primera fase de su trabajo se llevó a cabo entre 1910 y 1913. Una primera versión apareció en dos ediciones diferentes en 1922 y 1923, otra en 1937. Después de una pausa, "La primera parte de las memorias" se completó entre 1950 y 1954, quedando sin continuación. Thomas Mann, de 79 años, comentó sobre la continuación de la vida de Felix Krull: "¿Y si la novela se dejara abierta de par en par? En mi opinión, no sería una desgracia."

## Trama

### Primer libro
Felix Krull, de 40 años, cansado de las aventuras de un pasado turbulento y ahora viviendo en reclusión, relata las circunstancias en las que escribió sus memorias, asegurando querer ser siempre completamente veraz.
Felix Krull nace en un pequeño pueblo de Rheingau a mediados de la década de 1870. El padre, un bon vivant, es un productor de vino espumoso, cuyo elaborado equipamiento pretende ocultar su miserable calidad. La búsqueda del placer, la extravagancia y la superficialidad caracterizan el estilo de vida en la Villa Krull. Debido a su dudosa moral financiera, la familia es rechazada en la ciudad y Félix no tiene amigos. Sea como fuere caso, está convencido de estar hecho de una materia más fina que sus semejantes y que algún día podrá ocupar el lugar que le corresponde en la sociedad. De particular influencia en la vida de Félix es su padrino, Schimmelpreester, un pintor con un pasado oscuro que, sin merecerlo, se hace llamar con el título de "profesor".
Félix muestra desde un principio un talento especial para los juegos de rol. A la edad de ocho años, participa en un concierto de spa, con un violín que no suena. El público está encantado con el supuesto niño prodigio. A menudo posa para su padrino en diferentes disfraces, pareciendo completamente creíble y natural en ellos. Para evadir la odiada escuela, aprende a falsificar perfectamente la firma de su padre. Con el mismo fin, practica la simulación de enfermedades y, con fuerza de voluntad, llega tan lejos que hasta el médico de cabecera, que al principio cree ver un truco, capitula ante su actuación.
Una experiencia clave para él es un encuentro con el actor Müller-Rosé, que entusiasma al público en el escenario como un héroe radiante, pero resulta ser una persona particularmente fea y vulgar en el camerino. Félix reconoce que el talento de Müller-Rosé para encantar a la multitud corresponde a la necesidad de ilusión y seducción del público.
Durante un tiempo, Félix ocasionalmente roba dulces de una tienda de delicatessen. Sin embargo, no quiere que se describa su actividad como robo. Esta es una palabra gastada que solo se aplica a la chusma, pero no a él, "una persona favorecida por el destino". Su actividad trasciende el mero hurto y habrá de caracterizar su vida futura: "en esa inolvidable expansión de mi ser a la que iba ligado el acto de hacer mío un puñado de las cosas dulces de la vida con la libertad que sólo se da en el sueño, creía reconocer claramente aquel sentimiento sin nombre que, desde hacía tanto, me era familiar como resultado de ciertas reflexiones e indagaciones interiores."
A los 16 años, Félix entabla una relación sexual de varios años con su criada Genovefa, y llega a la conclusión, de que si bien no tenía talento como estudiante (tuvo que dejar la escuela secundaria sin título), sí lo tenía de forma extraordinaria como amante.
Antes de que Félix llegue a mayor de edad, su padre quiebra y se suicida.

### Segundo libro
Schimmelpreester desarrolla un plan de vida para cada miembro de la familia, ahora casi sin dinero, que corresponde a las respectivas habilidades y deseos. Le consigue a Félix un trabajo en un hotel de lujo en París.
Por el momento, sin embargo, acompaña a su madre a Frankfurt. Félix utiliza su estancia en la elegante ciudad para estudiar la vida de la clase social alta, a la que inicialmente se le niega el acceso. Le fascina la gente elegante que observa entrar y salir de los teatros y de los elegantes restaurantes, así como los artículos de lujo en los magníficos escaparates. Pero también se siente atraído por el sórdido medio mundo de las prostitutas y los proxenetas. Mantiene una relación temporal con la prostituta Rosza, quien comparte sus ganancias con él y bajo cuya guía perfecciona sus habilidades como amante.

Pues, según dijo, el buen entendido reconocía a primera vista que yo estaba hecho para el servicio amoroso, que era todo un talento y que lograría grandes placeres y alegrías para mí mismo y para el mundo si decidiera dedicarme a una profesión tan especializada y orientar mi vida hacia ella. Claro, ella sería mi maestra y me daría una formación básica completísima, porque también era evidente que mis dones naturales aún requerían la instrucción de una mano experta. Thomas Mann. «Confesiones del estafador Félix Krull». p. 90. Consultado el 04-09-2022.

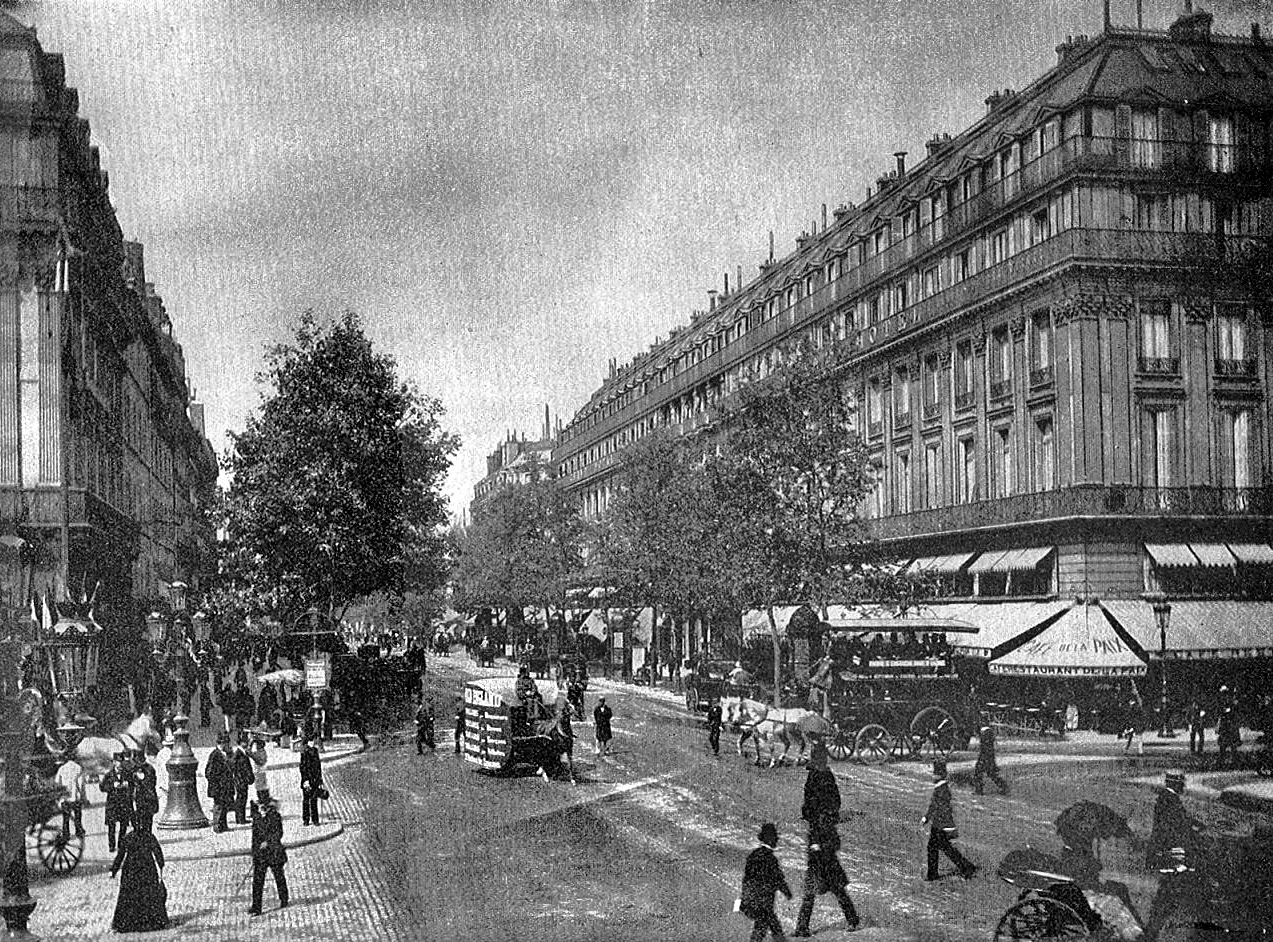
Escena callejera de París alrededor de 1890; a la derecha un Gran Hotel

Durante su estadía en Frankfurt tiene lugar el examen médico para el reclutamiento, para el que se ha preparado cuidadosamente leyendo libros de medicina. Mientras enfatiza su voluntad de hacer el servicio militar, aparenta con éxito tener un ataque epiléptico y las autoridades correspondientes lo exoneran de cumplir con sus deberes. 
Finalmente, llega el momento del viaje a París. Durante el control de aduanas, un joyero que pertenece a una señora rica parada junto a él pasa sin ser notado a la maleta de Félix. Más tarde venderá las joyas a un reducidor y con el dinero tendrá a veces la libertad de vivir más allá de sus posibilidades y experimentar la vida nocturna parisina. En el hotel, Félix trabaja inicialmente como ascensorista y recibe el nombre de Armand. En el ascensor se encuentra con la dueña de las joyas robadas, Madame Houpflé, quien no lo reconoce e invita al "hermoso conductor del ascensor" a una cita nocturna en su habitación. Es escritora, publica sus obras con su nombre de nacimiento Diane Philibert y está casada con un fabricante de inodoros. Cuando Félix le confiesa haberle robado, ella está francamente encantada: ve en Félix un segundo Hermes, el joven dios de los ladrones, le pide que le robe más objetos de valor, y a través de esa "humillación" disfruta aún más voluptuosamente

### Tercer libro
Felix Krull pronto asciende a camarero y jefe de camareros. En su tiempo libre, puede permitirse un estilo de vida dandi con las ganancias de los bienes robados. Durante una visita al circo, se da cuenta de sus ambiciones artísticas. Hechizado, sigue las actuaciones de los acróbatas, especialmente de la trapecista Andromache, y ve en los artistas sus semejantes. Al igual que ellos, también quiere encantar al mundo, aunque sabe que corre un riesgo comparable al de los trapecistas bajo la cúpula del circo.
Entre los huéspedes del hotel se encuentra Mr. Twentyman, un nuevo rico industrial de Birmingham cuya rubia hija Eleanor se enamora perdidamente de Felix Krull. Él tiene dificultades para mantenerla a raya y convencerla suavemente de que no se fuguen juntos.
Al mismo tiempo, el homosexual Lord Kilmarnock lo está cortejando: "Una personalidad de mayor importancia", de la alta nobleza escocesa, quisiera llevar a Krull a su castillo en Escocia, pagarle realeza como ayuda de cámara, e incluso adoptarlo. Pero éste se le resiste, al igual que a Eleanor Twentyman. Gracias a sus habilidades empáticas, puede desanimar a ambos con palabras bien escogidas y así continuar preservando su libertad. Pronto se le ofrece una oportunidad a su talento actoral que conducirá su vida en otra dirección: otro huésped habitual del hotel, el marqués de Venosta, que tiene más o menos su misma edad, le pide a Felix que intercambien papeles. Se supone que Félix asumirá la identidad de Venosta y emprenderá un viaje alrededor del mundo en su lugar, para que el verdadero marqués pueda dedicarse sin ser molestado a su descuidado amor parisino, la cantante Zaza, sin ser molestado por más tiempo por sus estrictos padres.
El viaje comienza en el tren nocturno a Lisboa. En el vagón comedor, Felix Krull se sienta frente al paleontólogo Profesor Kuckuck, quien necesita comunicarse y le da una detallada conferencia científica y filosófica sobre el desarrollo del cosmos, los seres vivos y la evolución humana; habla de tres generaciones primarias: el ser de la nada, la vida de lo inorgánico y el hombre del reino animal. El hombre es un "recién llegado" y el Génesis tiene "razón al dejar que la creación culmine en él"; incluso si abrevia el proceso "un poco drásticamente", la "vida orgánica en la tierra" tiene unos 550 millones de años. Es cierto que el ser para Kuckuck no es más que un intermezzo “entre la nada y la nada”, pero el carácter episódico de la vida no la degrada, sino que la vuelve valiosa.
En Lisboa, primera escala de su vuelta al mundo, el marqués de Venosta, alias Krull, entabla rápidamente contacto con la familia del profesor, a cuya bella y descarada hija Zouzou esperaba conquistar. La doble figura madre-hija lo fascina, al igual que lo hacen otras relaciones ambivalentes. El profesor Kuckuck lo guía a través de su museo de historia natural, mientras que su asistente le muestra el jardín botánico. En una larga carta, les cuenta a sus "padres" sus experiencias, incluida una visita al rey de Portugal, quien le otorgó una medalla. En una conversación con Zouzou, él defiende el amor de su acusación de que éste es solo un negocio sucio de los hombres que intentan conseguir una mujer. Junto con la familia Kuckuck y el asistente, asiste a una corrida de toros, por lo que su atención se dirige tanto al espectáculo como a los pechos agitados de la Sra. Kuckuck. En una última visita, se encuentra con Zouzou en secreto en el jardín, donde ella finalmente lo besa apasionadamente. La esposa de Kuckuck, la Senhora Maria Pia, interviene y envía a su hija a su habitación, acusando a Félix de acercarse inapropiadamente a Zouzou, solo para a continuación seducirlo ella misma. Con esto termina “La primera parte de las memorias”.

## Secuela planeada
Thomas Mann escribió la continuación prevista de las memorias de la siguiente manera: “Felix Krull se convirtió en camarero a la edad de 20 años, conoció al joven aristócrata a la edad de 21 y viajó en su lugar. Vuelve a los 22. Trabaja como ladrón de hotel hasta los 27. De 27 a 32 años está en prisión. Se casa a los 34. Vuelve a estar bajo custodia a los 39 y es escoltado por la policía hasta el lecho de muerte de su esposa. Escapa del centro de detención y huye a Inglaterra. En la misma hoja de papel se anota la división de la novela: 'Primera parte: juventud. / Segunda parte: camarero y viaje. / Tercera parte: Ladrón de hoteles / Cuarta parte: Penitenciaría / Quinta parte: Matrimonio / Sexta parte: La pequeña muerte. Escape. Final.

## Personajes

#### Engelbert Krull, el padre
Engelbert Krull es dueño de una fábrica de vinos espumosos en el Rin. Los Krull a menudo invitan a fiestas. Las borracheras en la villa degeneran regularmente en orgías. Como fabricante de vinos espumosos, engaña a sus clientes. El padrino Schimmelpreester a Engelbert Krull: “con todos mis respetos hacia su persona, este champán suyo debería prohibirlo la policía. Hace ocho días me dejé convencer para beberme media botella y mi naturaleza todavía no se ha recuperado de la agresión. ¿Pero con qué vino peleón hacen este brebaje? ¿Es que le añaden petróleo o aguardiente de matar ratas en su composición? En resumen, es puro veneno. ¡Debería usted temer el peso de la ley!" 
Engelbert Krull quiebra y se suicida. Félix lo llora (tanto como puede hacerlo un narcisista). "Mi pobre padre" es la fórmula estándar cuando lo menciona en sus memorias. Engelbert Krull encarna al artista de la vida banal y cosmopolita que, en consecuencia, fracasa porque carece del sentido del deber y la voluntad de alcanzar sus objetivos.

#### Madre de Félix Krulls
Se la describe como estúpida y de complexión corpulenta y antiestética. Se siente más conectada con su hija Olympia que con su esposo. Ambos cónyuges "se aburrían el uno con el otro hasta la amargura".

#### Olympia Krull, la hermana
Olympia tiene una estrecha relación con su madre. El padre no juega un papel importante ni para ella ni para Félix. Después de la quiebra de su padre, se embarca en una carrera como artista y tiene éxito en operetas.
Su hermano la describe como una "criatura gorda y extraordinariamente carnal" cuyo propósito en la vida se caracteriza por una aburrida "búsqueda del placer". Su nombre alude al mundo olímpico de los dioses y su inmoralidad.

#### Padrino Schimmelpreester
El padrino de Felix, Schimmelpreester, "un pintor peculiar", es un amigo cercano de la familia y una persona de referencia importante para el crecimiento de Felix. Debido a incidentes que nunca quedaron del todo claros, Schimmelpreester terminó en la ciudad provincial de Renania, donde también creció Felix Krull. Félix, a menudo hace de modelo para el pintor, ya sea desnudo o con un disfraz fantasioso.
Después de que el padre muere, Schimmelpreester se encarga del resto de la familia. Aconseja a la madre que abra una pequeña casa de huéspedes en Frankfurt y que su ahijado Felix siga una carrera en el negocio hotelero. Debido a una relación de hace mucho tiempo con el gerente de un hotel de lujo en París, puede conseguirle a Félix un aprendizaje prometedor.

#### Marqués Luis de Venosta
El marqués Louis de Venosta proviene de una familia noble e industrial de Luxemburgo. En París actúa como pintor diletante. Bien situado económicamente, frecuenta el restaurante del Hotel Saint James & Albany, allí es atendido repetidamente por el camarero Felix, cuyo comportamiento atildado lo impresiona. Para su sorpresa, también lo encuentra en otro lugar y conoce a Felix Krull como un dandi, en el papel que éste se permite en su limitado tiempo libre, financiado con propiedad robada. El marqués está encantado con la existencia dual.
Rico y noble, pero por lo demás una persona ingenua, el marqués tiene problemas. Sus padres exigen -bajo amenaza de desheredarlo- que se separe de su novia parisina del bajo mundo y le han ordenado viajar por todo el mundo. Felix reconoce una oportunidad y asume un nuevo papel. En lugar del Marqués emprende su gira mundial. Felix, que ya era capaz de falsificar perfectamente la firma de su padre cuando era un escolar, logra también hacerlo con la del marqués.

#### Señor Kilmarnock
Descrito como "un hombre de evidente distinción, de unos cincuenta años, de complexión moderada, delgado, muy bien vestido", Mann se retrató a sí mismo. El episodio es un eco de su último amor: en el verano de 1950 se alojó en el Grand Hotel Dolder de Zúrich, donde se enamoró del botones Franz Westermeier, de 19 años. Mann modeló luego su retrato de Felix Krull a partir de este, que se parecía aún más a él en las partes escritas en la década de 1910.

#### Madame Houpfle
Felix Krull, alias Armand, tiene un breve pero intenso amorío con Madame Houpflé, alias Diane Philiber, la esposa de un fabricante de inodoros y escritora exitosa.
La mujer educada cree reconocer a la personificación de Hermes en el ascensorista esbelto y bien formado. Después de que él le confesara haberle robado en otro lugar, ella quiere con deleite ser humillada por Hermes, el dios de los ladrones. Así es como Felix, con su escasa formación escolar, llega a conocer esta figura del panteón griego. De ahora en adelante, cada vez que surja la oportunidad, sacará el tema del antiguo Hermes, como si estuviera perfectamente familiarizado con la mitología antigua.
Mechthild Curtius, considerando el encuentro de Krull con Madame Houpflé, llega a la conclusión de que se trata de una metáfora del incesto. Arne Hoffmann también opina que la escena se encuentra en un fuerte contexto sadomasoquista. Werner Frizen comparte esta opinión. Sung-Hyun Jang ve el episodio más como un reflejo del amor de Mann por Franz Westermeier: como el propio Mann, Houpflé es escritora, como él, se siente atraída sexualmente por los hombres jóvenes y, como él, experimenta su deseo sexual debido a la imposibilidad. del matrimonio como trágico. En consecuencia, Mann habría dividido su experiencia amorosa de Zúrich en Felix Krull en dos relaciones amorosas diferentes: "una relación homosexual fallida y una relación heterosexual exitosa".

#### Profesor Kuckuck
El profesor Kuckuck, esposo y padre de su doble amor portugués, conoce a Felix en el tren a Lisboa. En el "Capítulo ferroviario", uno de los puntos culminantes de la novela, Thomas Mann le hace presentar la filosofía de las tres generaciones primarias, la aparición gradual de la materia, la vida y el conocimiento. Después de eso, el erudito permanece en segundo plano. Thomas Mann empleó un poco más tarde, partes esenciales de la conversación para su ensayo radiofónico Lob der Vergänglichkeit (Elogio de la transitoriedad).

#### Stanko
Stanko, el croata sin afeitar que trabaja en la cocina del hotel y está familiarizado con el ambiente parisino, sorprende a Felix cuando, supuestamente sin ser observado, mira las joyas robadas a Madame Houpflé. Stanko le da a Félix un consejo sobre cómo convertir las joyas en dinero y exige la mitad.
Como resultado, Felix acepta a Stanko como compañero de ocio ocasional. Cuando Stanko sugiere arriesgarse a un robo juntos, Félix pone fin a la camaradería.
El ladrón Stanko reconoce instintivamente Felix Krull al criminal, discernimiento que éste no tiene. En su convicción narcisista de que es un "hijo preferido del cielo" y "hecho de una materia más fina", cree que no le son aplicables prohibiciones, en contraste con sus semejantes. Felix, el futuro convicto, mira al tosco Stanko con secreto desprecio.

### Paralelos mitológicos

#### Hermes
Al igual que Félix, este dios logra sus objetivos de forma no violenta, pero con la ayuda de su capacidad retórica sobresaliente, aunque no es del todo reacio al engaño. Al igual que las de Krull, las características de esta deidad son extremadamente variadas, lo que dificulta captar la esencia de su ser. Su elegancia juvenil y talento natural forman otro paralelo a la naturaleza de Félix. Como mensajero de los dioses, Hermes se mueve entre ellos y los hombres, en una posición superior al resto de los habitantes de la Tierra, un estatus que Krull también reclama para sí mismo. Su forma episódica de viajar -horizontal y verticalmente en la sociedad- se refleja el atributo de Hermes como dios de los vagabundos y los ladrones.
Dice Diane Philibert: "¡Diane Philibert haciendo el amor con un chico que nunca ha oído hablar de Hermes! ¡Qué deliciosa humillación para el intelecto! Yo te explicaré quién es Hermes, borriquillo mío. Es el encantador dios de los ladrones."
Debe señalarse críticamente que Hermes es una figura de la antigüedad griega en la que, según Friedrich Nietzsche, todavía predominaba la oposición de "bueno" (en el sentido de "noble" como "nobiliario") y "malo" (en el sentido de "simple", o sea de bajo estatus) y en la que había un “dominio de los buenos”, es decir, una “ aristocracia”. En el contexto de la "moralidad de los señores", según Nietzsche, no tiene sentido acusar a un "señor" de ser criminal ya que puede decidir por sí mismo sobre la base de su posición social qué es lo que le es permitido y qué no. Pero para "tener éxito" con esta actitud, realmente se debe ser un "señor" (como el dios Hermes) y no solo pretenderlo (como Felix Krull).
Thomas Mann reanudó el trabajo sobre la novela del estafador en un momento en que los excesos de la “raza superior” nacionalsocialista acababan de ser superados.

#### Narciso
El Narciso mitológico y el personaje ficticio Felix Krull están igualmente llenos de amor propio y orgullo por su belleza. La apariencia física de los dos personajes hace que numerosas personas de ambos sexos se enamoren de ellos. Sin embargo, mientras Narciso rechaza el amor que se le ofrece, lo que le lleva al aislamiento y a la muerte, Krull acepta avances eróticos con frecuencia y placer. Krull entra en un tipo de aislamiento diferente y más positivo. Aunque está convencido de ser un elegido, tiene la sensación, en una simpatía universal, de amar al mundo, con todas sus grandes y pequeñas bellezas, tal como él es, desde su punto de vista, amado. Fue "creado y excelente para el servicio del amor", dice Rozsa, la ramera y su "maestra". Sin embargo, los chismes sobre sus semejantes que escribe en sus memorias son difíciles de conciliar con esta actitud, ya no dan testimonio de una caridad genuina. El esfuerzo por organizar un entierro "adecuado" para su padre, no solo está motivado por un sentimiento de piedad, sino también por una expresión de preocupación de que el padre pueda ser "tachado" de suicida de manera similar a la descrita por Goethe al final de su novela Las penas del joven Werther. Alguien como Felix Krull debe evitar esta desgracia a toda costa. Felix Krull exhibe muchas de las características de un narcisista, una condición sistematizada por primera vez por Sigmund Freud, quien se inspiró en la mitología antigua para nombrar esta neurosis.

#### Andromache
La artista de circo Andromache reúne todas las ilusiones de Krull. El cuerpo, descrito como andrógino pero delicado, concentra la doble imagen de hermano y hermana de su época en Frankfurt y la posterior simbiosis de la estricta y elegante madre da Cruz y su hija Zouzou en una sola persona. A través de una disciplina férrea y una voluntad incondicional, esta trapecista es capaz de superarse a sí misma noche tras noche, de superar todas las debilidades humanas. Krull se refleja en ella, en una supuesta forma de superhombre, como exigía Nietzsche. El nombre de este personaje por sí solo da un vistazo detrás de la fachada heroica. De hecho, la antigua Andromache, la esposa de Héctor, es simplemente una mujer cuyo destino es particularmente trágico, cuya familia entera fue asesinada y que fue tratada inhumanamente como esclava. Así, el aparente superhombre posiblemente no sea más que la amazona tísica de Kafka en la galería.

### La comprensión de Felix Krull del mundo y de sí mismo

Arturo Schopenhauer, 1859

La novela picaresca contiene un llamamiento irónicamente alienado a la ambición y la autodisciplina, cualidades que todos deberían tener para perfeccionarse (como "superadores de sí mismos" en el sentido de Nietzsche). También se puede encontrar una tendencia hacia el existencialismo en la comprensión del mundo de Krull. El favorecido por el destino -porque así se ve a sí mismo el niño dominguero Félix- toma su vida en sus propias manos, es su libertad y su destino, no tiene que justificarse ante nadie más que ante sí mismo. En estas concepciones se pueden encontrar aspectos de las filosofías de Schopenhauer, Nietzsche y Sartre.
La estrategia de vida de Felix (lat.: el afortunado):
- La bella apariencia: “Por naturaleza se siente privilegiado y noble, pero no lo es en cuanto a su rango social y corrige esta injusta coincidencia por medio de un engaño muy fácil dada su gracia, por medio de la ilusión.[27] De esta forma, Thomas Mann pone al estafador en la cercanía del artista.
- El amor por ti mismo y la certeza inquebrantable de que estás “hecho de una materia más fina” impresionan a los que te rodean y te hacen entrañable.
- La elocuencia y el carisma son más efectivos que la violencia.
- La cortesía crea distancia.
- “Ama al mundo y él te amará. Thomas Mann describe este anhelo por el mundo como “pan-erotismo”[28] y “simpatía universal”.

Muchos de los ayudantes involuntarios de su ascensión pueden obtener milagrosamente un beneficio personal al conocerlo. No deja cadáveres, sino una Madame Houpflé enriquecida por una aventura de trasfondo mitológico, ayuda al estólido Stanko a conseguir dinero y al marqués de Venosta a la libertad para su amorío parisino, es un atento oyente del comunicativo Profesor Kuckuck, tiene encantada a la racialmente orgullosa Senhora Kuckuck. Solo tenía que decepcionar a Eleanor Twentyman y Lord Kilmarnock.
Thomas Mann el 17 de octubre de 1954 a Fritz Martini: "Básicamente, este Hermes moderno no es frívolo en absoluto, sino que tiene una cierta cosmovisión cómica y reconciliadora, así me parece. "

### La visión de Krull de la sociedad.
La actitud de Krull hacia el mundo que lo rodea oscila entre la "simpatía universal" y la arrogancia. Aunque pretende amar el mundo en toda su diversidad, no deja lugar a dudas de que cree en una jerarquía natural, que está convencido de la desigualdad de las personas. Thomas Mann describió esta actitud como aristocrática. Aquí se la dio al hijo de un frívolo fabricante de vinos espumosos que se había declarado en quiebra.
Felix Krull habla de manera elitista de la plebe, describe la pobreza como una enfermedad y quiere ahorrarle al lector la descripción de sus pobres compañeros de viaje en el tren a París. No está claro si Krull está expresando sus propios puntos de vista o si cree que la visión del mundo expresada es parte de su papel.